# Крис Фарли
Кристофър Кросби Фарли (на английски: Christopher Crosby Farley), познат като Крис Фарли, е американски комедиант и актьор. Роден на 15 февруари 1964 г. и починал на 18 декември 1997 г., той е американски комик и актьор. Фарли е известен със своя силен, енергичен комедиен стил и беше член на Chicago's Second City Theatre   и по-късно член на актьорския състав на комедийното скеч шоу на NBC Saturday Night Live в продължение на пет сезона от 1990 до 1995 г. 
По-късно той продължава да преследва филмова кариера, появявайки се във филми като Airheads , Tommy Boy , Black Sheep , Beverly Hills Ninja и Almost Heroes .
От ранните си актьорски дни и през върха на славата си Фарли се бори със злоупотребата с вещества. Умира от свръхдоза наркотици на 33 години.
Освен във филми участва и в ТВ продукции като например „На живо в събота вечер“ (Saturday Night Live). Има звезда на Холивудската алея на славата от 2005 г. Умира от свръхдоза кокаин и морфин на 18 декември 1997 г.

## Ранен живот
Кристофър Кросби Фарли е роден на 15 февруари 1964 г. в Мадисън, Уисконсин и е израснал в Мейпъл Блъф . 
Баща му, Томас Джон Фарли старши (1936–99), притежаваше петролна компания, а майка му, Мери Ан (по баща Кросби), беше домакиня.  Той имаше четирима братя и сестри: Том младши, Кевин , Джон и Барбара. Братовчед му, Джим , е главен изпълнителен директор на Ford Motor Company . Семейство Фарли са ирландски католици . Крис посещава енорийски училища в Медисън, включително Edgewood High School of the Sacred Heart . Според Джоел Мъри , колега от актьорския състав на Second City, Крис „винаги щеше да стигне до литургията “. 
Много от летата му прекарва като лагерник и съветник в лагера Red Arrow, близо до Минокуа, Уисконсин . Завършва Университета Маркет през 1986 г. с две специалности по комуникации и театър . В Marquette той играе ръгби и открива любов към комедията.
След колежа той работи с баща си в Scotch Oil Company в Медисън.
За първи път той научава изкуството на импровизационната комедия в Ark Improv Theatre в Медисън.
Фарли си проправя път до Чикаго, като се представя първи на Improv Olympic . След това посещава Second City Theatre в Чикаго , започвайки същия ден като Стивън Колбърт , първоначално като част от обикалящата група на Second City. В крайна сметка той беше повишен на тяхната главна сцена през 1989 г. и беше актьор в три ревюта, The Gods Must Be Lazy , It Was Thirty Years Ago Today и Flag Smoking Permitted in Lobby Only или Censorama . 

## Кариера
През цялата кариера на Фарли той често е известен с физическото си представяне/комедия и атлетизъм (подобно на Кърли Хауърд и Роско Арбъкъл ) Това беше използвано с голям ефект по време на времето му в Saturday Night Live и продължи в много от филмите му.

### На живо в събота вечер
Заедно с Крис Рок , Фарли беше един от новите актьори на Saturday Night Live, обявени в началото на 1990 г.В SNL Фарли често си сътрудничи с колегите си Крис Рок , Адам Сандлър , Тим Медоус , Роб Шнайдер и Дейвид Спайд , между другото. Тази група стана известна като "Лошите момчета на SNL".
Популярните герои, изпълнявани от Фарли, включват Мат Фоли , пресилен мотивационен оратор , който често напомняше на други герои, че "живее във ван долу до реката!" Героят е създаден от Боб Оденкърк , когато той и Фарли са били изпълнители във Second City. Името на героя идва от дългогодишен приятел на Фарли, който става католически свещеник и в момента служи като главен пастор в католическата църква "Св. Джеймс" в Арлингтън Хайтс , Илинойс. В ранните предавания на героя Фарли използва други имена, в зависимост от това кого познава в публиката, докато истинският Фоли отиде на шоуто и името му беше използвано, в който момент Фарли почувства, че името най-добре подхожда на героя и отказа да го промените. Някои от маниерите на героя бяха комбинация от позициите, които Фарли забеляза, че съотборниците му по ръгби заемат на терена, съчетани с навика на гимназиалния му футболен треньор да кляка, когато дава ободрителни разговори, и гласа, който баща му използваше, когато беше ядосан.
Други известни герои на Фарли включват Тод О'Конър от Superfans на Bill Swerski , група стереотипни жители на Чикаго, които многократно крещят "da Bears!" ; бъдещ танцьор на Chippendales , в известен скеч , който го сдвоява с гост-водещия Патрик Суейзи ;  една от „ Gap Girls “, които работеха заедно в местен мол; стереотипна дама за обяд , към темата „Lunchlady Land““ в изпълнение на Адам Сандлър; Бенет Брауер , коментатор на Weekend Update , който често разкрива личните си и хигиенни проблеми чрезвъздушни цитати ; и себе си в Шоуто на Крис Фарли , токшоу, в което Фарли "интервюира" госта с лошо замислени въпроси или замълча по теми, които не са свързани с госта.
Някои от тези герои бяха докарани в SNL от дните му във Second City. Фарли изпълни също имитации на Том Арнолд (който изнесе надгробна реч на Фарли на частното му погребение), Андрю Джулиани , Джери Гарсия , Мийт Лоуф , Норман Шварцкопф , Дом Делуиз , Роджър Ебърт , Карни Уилсън , Нют Гингрич , Минди Кон , Мама Кас , Ханк Уилямс младши и Ръш Лимбо . 
Извън екрана Фарли беше известен с шегите си в офисите на Saturday Night Live . Сандлър и Фарли правеха късни нощни телефонни обаждания от офисите на SNL в Рокфелер Сентър , като Сандлър говореше с глас на стара жена, а Фарли пърдеше в телефона и качваше коли от лимузина и дори веднъж изхождаше през прозореца на 17-ия етаж. Известно е също, че често се разголва и прави различни каскади за смях, включително имитирайки Джейм „Бъфало Бил“ Гъмб от актуалния тогава филм „ Мълчанието на агнетата“ . Рок веднъж твърди, че вероятно е виждал гениталиите на Фарли повече от приятелката на Фарли. Сандлър казаКонан О'Брайън в The Tonight Show , че NBC уволнява него и Фарли от шоуто през 1995 г. 

### Филмова кариера
По време на престоя си в SNL , Фарли се появява в комедийните филми Wayne's World ,  Coneheads ,  Airheads ,  и има некредитирана роля в Billy Madison .
Той също се появява в музикалния видеоклип към сингъла на Red Hot Chili Peppers „ Soul to Squeeze “, който е включен в саундтрака към Coneheads . След като Фарли и повечето от членовете на актьорския състав бяха освободени от договорите си в Saturday Night Live след сезон 1994-95 , Фарли започна да се фокусира върху филмовата си кариера. В първите си два големи филма, Tommy Boy и Black Sheep , той участва с колегата си от SNL и близък приятел Дейвид Спейд . Те пожънаха успех в домашния боксофис , спечелвайки около $32 милиона всеки и придобивайки голям култ към домашното видео .   Двата филма утвърдиха Фарли като сравнително печеливша звезда и той получи главната роля на Нинджата от Бевърли Хилс , която завърши на първо място в боксофиса през първия уикенд. Фарли беше особено недоволен от Black Sheep , опит на студиото да възвърне химията в Tommy Boy и който беше само 60 страници в сценария, когато проектът беше одобрен. В резултат на това той получи рецидив в нощта на премиерата, което изискваше допълнителна рехабилитация, преди да може да започне работа по Beverly Hills Ninja
 След смъртта му на 18 декември 1997 г., последните му завършени филми, „ Почти герои“ и „Мръсна работа “, излизат съответно през май и юни 1998 г.

### Незавършени проекти
Първоначално Фарли е избран за гласа на главния герой в анимационния филм Шрек (2001), като записва 85% (или 95%, според някои източници) от диалога на героя, но той умира точно преди гласът зад кадър да бъде завършен.
Създателите на филма смятат да накарат имитатор на Фарли да запише останалите реплики, но диалогът на Шрек в крайна сметка е презаписан от бившия съратник в SNL Майк Майърс .  Сюжет и тест за анимация, включващи извадка от Фарли като Шрек, бяха пуснати съответно през 2015 г. и 2022 г.
Оригиналната версия на Шрек прилича повече на самия Фарли, според брат му.
Освен това, в подкаста на Дана Карви и Дейвид Спейд Fly on the Wall , епизод на почит към 25-ата годишнина от смъртта на Крис, Джон Фарли каза, че са се обърнали към него от студиото, за да завърши репликите на Крис, тъй като гласът му звучи почти идентичен с този на брат му. Макар да се оплакваше, че му се иска да е завършил филма за Крис, Джон призна, че просто не може да се накара да го направи по това време, въпреки че на Крис му остават пет дни до четене на редове.
Фарли е определен за друга озвучаваща роля в Динозавъра (2000) като млад мъж брахиозавър на име Сорбус, който въпреки гигантския си ръст се страхува от височини. След смъртта му героят е пренаписан като Бейлийн, възрастен брахиозавър, озвучен от Джоан Плоурайт . 
Към момента на смъртта си Фарли е водил преговори за партнира с Винс Вон в The Gelfin и за участие в биографичен филм за комика Fatty Arbuckle , който ще бъде написан от David Mamet .  
Ролята на Джим Кери във филма от 1996 г. The Cable Guy първоначално е предназначена за Фарли, но конфликтите в графика го принуждават да откаже. На Фарли също е предложена ролята на Исмаил (в крайна сметка изигран от Ранди Куейд ) в Kingpin , въпреки че е принуден от Paramount да я откаже, за да изпълни ангажимента си да участва в Черната овца .
Фарли трябваше да се появи в трети филм за Ловци на духове , който по това време трябваше да разказва за ново трио от Ловци на духове, които се борят с пренаселеността в Ада. 
Дейв Пилки , автор на поредицата детски книги Captain Underpants , искаше Фарли да играе главната роля в потенциален телевизионен сериал, базиран на книгите. 
Фарли е водил преговори за главната роля в адаптация на романа A Confederacy of Dunces .
Фарли дори изрази интерес да изобрази Атук в адаптация на романа „Несравнимият Атук“ .
Твърди се, че и двата отложени проекта, заедно с биографичния филм за Арбъкъл, са прокълнати, тъй като Фарли, Джон Белуши и Джон Кенди са били свързани и с двете роли, и тримата са починали преди някой от филмите да влезе в продукцията.

## Частична филмография
- „Въздухари“
- „Черн
- „Били Медисън“
- „Бевърли Хилс нинджа“
- „Търнър и Хуч“
- „Почти герои“